# Josef Block

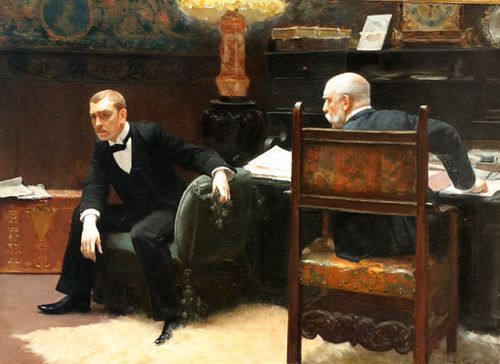
Syn marnotrawny

Josef Block (ur. 27 listopada 1863 w Bernstadt, zm. 20 grudnia 1943 w Berlinie) – niemiecki malarz.

## Życiorys
Block był studentem wrocławskiej Akademii Sztuk Pięknych, gdzie przyjaźnił się z niemieckim noblistą Gerhartem Hauptmannem. Naukę kontynuował w monachijskiej Akademii Sztuk Pięknych, w pracowni swego nauczyciela profesora Bruno Piglhein. W 1895 roku poślubił Else Blok Oppenheim. W 1896 roku przeniósł się do Berlina. Kontynuował malarstwo biblijne historie, realistyczne sceny rodzajowe, portrety i martwe natury. Blok był także współzałożycielem Secesji w Berlinie, ruch podobny do secesji Monachium. Inni członkowie secesji w Berlin to Lovis Corinth, Max Liebermann i Edvard Munch. Blok lubił podróże i był zapalonym fotografem. Ze względu na swoje żydowskie pochodzenie był prześladowany przez hitlerowców od 1933 roku i zmuszony do sprzedaży obrazów z jego kolekcji.
Zmarł 1943 w Szpitalu Żydowskim w Berlinie.